# Histioteuthis celetaria
Histioteuthis celetaria is een inktvissensoort uit de familie van de Histioteuthidae. De wetenschappelijke naam van de soort is voor het eerst geldig gepubliceerd in 1960 door G. Voss.